# 南島原市
南島原市（日语：／ Minamishimabara shi */?）是位於日本長崎縣島原半島南部的城市，於2006年3月31日由南高來郡加津佐町、口之津町、南有馬町、北有馬町、西有家町、有家町、布津町及深江町合併而成。
著名觀光景點是日野江城的遺跡。名產是島原手拉麵和「とら卷」。

## 歷史
在8世紀時，根據「肥前風土記」島原半島地區被稱為「高來郡」。
1496年有馬貴純在現在轄區的南部建築了原城並統治此地區，由於後來的有馬晴信成為基督教徒，使得當地基督教信徒快速增加，但在江戶幕府實施禁教令之後，有馬氏轉封，改由松倉氏管理；在松倉勝家的高壓統治下，引發了島原之亂，居民佔據原城與幕府軍對抗，也因此幾乎造成此地區的全部居民的死亡。在取代松倉氏入封至此的高力忠房的移民政策下，重新從日本各地招募移民進入此地，才開始復甦。
1871年廢藩置縣後，隸屬島原縣、同年的府縣廢合中，併入長崎縣成為長崎縣高來郡，1878年實施郡區村編成法，將高來郡劃分為南北兩部份，南島原市的轄區在當時屬於南高來郡。

### 年表
- 1889年4月1日：實施町村制，現在的轄區在當時分屬：南高來郡加津佐村、口之津村、南有馬村、北有馬村、西有家村、東有家村、堂崎村、布津村、深江村。
- 1927年1月1日：東有家村改制並改名為有家町。
- 1927年4月1日：西有家村改制為西有家町。
- 1928年1月1日：
  - 加津佐村改制為加津佐町。
  - 口之津村改制為口之津町。
- 1932年1月1日：南有馬村改制為南有馬町。
- 1956年9月30日：有家町和堂崎村合併為新設置的有家町。
- 1962年5月3日：深江村改制為深江町。
- 1969年4月1日：
  - 北有馬村改制為北有馬町
  - 布津村改制為布津町。
- 2006年3月31日：加津佐町、口之津町、南有馬町、北有馬町、西有家町、有家町、布津町、深江町合併為南島原市。

### 變遷表
| 1889年以前 | 1889年4月1日 | 1889年 - 1926年 | 1926年 - 1944年                 | 1945年 - 1959年       | 1960年 - 1989年       | 1989年 - 現在          | 現在                   |
| ---------- | ------------ | --------------- | ------------------------------- | --------------------- | --------------------- | ---------------------- | ---------------------- |
|            | 加津佐村     | 加津佐村        | 1928年1月1日 加津佐町           | 1928年1月1日 加津佐町 | 1928年1月1日 加津佐町 | 2006年3月31日 南島原市 | 2006年3月31日 南島原市 |
|            | 口之津村     | 口之津村        | 1928年4月1日 口之津町           | 1928年4月1日 口之津町 | 1928年4月1日 口之津町 | 2006年3月31日 南島原市 | 2006年3月31日 南島原市 |
|            | 南有馬村     | 南有馬村        | 1932年1月1日 南有馬町           | 1932年1月1日 南有馬町 | 1932年1月1日 南有馬町 | 2006年3月31日 南島原市 | 2006年3月31日 南島原市 |
|            | 北有馬村     | 北有馬村        | 北有馬村                        | 北有馬村              | 1969年4月1日 北有馬町 | 2006年3月31日 南島原市 | 2006年3月31日 南島原市 |
|            | 西有家村     | 西有家村        | 1927年4月1日 西有家町           | 1927年4月1日 西有家町 | 1927年4月1日 西有家町 | 2006年3月31日 南島原市 | 2006年3月31日 南島原市 |
|            | 東有家村     | 東有家村        | 1927年1月1日 改制並改名為有家町 | 1956年9月30日 有家町  | 1956年9月30日 有家町  | 2006年3月31日 南島原市 | 2006年3月31日 南島原市 |
|            | 堂崎村       |                 |                                 | 1956年9月30日 有家町  | 1956年9月30日 有家町  | 2006年3月31日 南島原市 | 2006年3月31日 南島原市 |
|            | 布津村       | 布津村          | 布津村                          | 布津村                | 1969年4月1日 布津町   | 2006年3月31日 南島原市 | 2006年3月31日 南島原市 |
|            | 深江村       | 深江村          | 深江村                          | 深江村                | 1962年5月3日 深江町   | 2006年3月31日 南島原市 | 2006年3月31日 南島原市 |

## 觀光景點
- 深江城遺跡
- 日野江城遺跡
- 口之津公園
- 開田公園
- 瀬詰崎公園
- 早崎自然公園
- 前濱海水浴場
- 白濱海水浴場(水質AA級)

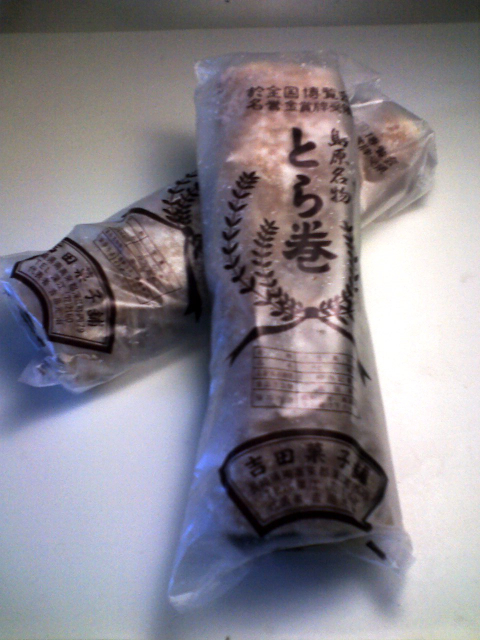
とら卷

- 舊大野木場小學校：於1991年遭火山碎屑流破壞後保存至今
- 原城遺跡
- 天草四郎之墓
- 西望公園、西望記念館
- 口之津燈塔
- 瀨詰崎燈打

## 教育

### 高等學校
- 長崎縣立口加高等學校
- 長崎縣立島原翔南高等學校
- 國立口之津海上技術學校

## 本地出身之名人
- 岡部まり：藝人
- 北村西望：彫刻家
- 久間章生：日本眾議院議員、第一任防衛大臣
- 高木琢也：職業足球選手
- 野原將志：職業棒球選手
- 本多市郎：政治家

## 外部連結
- （日語） 島原地域廣域市町村圏組合
- OpenStreetMap上有關南島原市的地理